# Stapleton Cotton
Stapleton Cotton, 1er vicomte Combermere, né le 14 novembre 1773 à Lleweni Hall dans le Denbighshire, et mort le 21 février 1865 à Bristol, est un militaire, diplomate, administrateur colonial, planteur esclavagiste et homme politique britannique.
Après avoir combattu comme officier subalterne dans les Flandres et lors de la quatrième guerre du Mysore, il participe à la répression de l'insurrection de Robert Emmet en 1803 et reçoit le commandement d'une brigade de cavalerie dans la guerre de la péninsule Ibérique. Il commande toute la cavalerie britannique dans la deuxième moitié de la guerre. Il est ensuite affecté en Irlande puis aux Indes où il prend d'assaut la ville de Bharatpur, réputée imprenable. Cotton est élevé au grade de field marshal en 1855.

## Biographie

### Jeunesse et ascension militaire
Stapleton Cotton naît le 14 novembre 1773 à Lleweni Hall, dans le Denbighshire. Il est le deuxième fils de Robert Cotton (5e baronnet), et de Frances Stapleton. À l'âge de 8 ans, il est envoyé dans une grammar school à Audlem, située à 13 km du domaine familial de Combermere Abbey. Le directeur de l'école, le révérend William Salmon, par ailleurs aumônier de la chapelle privée des Cotton, prend le jeune homme sous son aile. Garçon énergique et vigoureux, il est surnommé par sa famille Young Rapid et multiplie les égratignures.
Après trois années passées à Audlem, il poursuit ses études à la Westminster School où il intègre la classe de 4e année sous la responsabilité du docteur Dodd. Il y croise les futurs généraux John Byng et Robert Wilson ainsi que le poète Robert Southey. Il entre ensuite à Norwood House, une école militaire privée installée à Bayswater et dirigée par le major Reynolds, une connaissance de son père. Le 26 février 1790, ce dernier obtient justement pour son fils une commission de sous-lieutenant dans le 23e régiment d'infanterie (Royal Welch Fusiliers) qu'il rejoint à Dublin en 1791.
Il devient lieutenant au 77e régiment d'infanterie le 9 avril 1791. Il retourne ensuite au 23e d'infanterie, son unité d'origine, le 13 avril suivant, avant d'être promu capitaine au 6th Dragoon Guards le 23 février 1793. Il sert avec son régiment au siège de Dunkerque en août de la même année et à la bataille de Beaumont en avril 1794, sous les ordres du duc d'York. Major du 59e régiment d'infanterie le 28 de ce mois, il est nommé commandant du 25e régiment de dragons légers (qui prend plus tard le no 22) avec le grade de lieutenant-colonel le 27 septembre 1794.
En 1796, Cotton se rend avec son régiment en Inde. Il prend part en cours de route à des opérations dans la colonie du Cap, de juillet à août 1796, et assiste à son arrivée au siège de Seringapatam en 1799, au cours de la quatrième guerre de Mysore. Il y rencontre pour la première fois le colonel Arthur Wellesley, futur duc de Wellington. Il est promu au grade de colonel le 1er janvier 1800 et est placé le 18 février suivant à la tête du 16e régiment de dragons légers, cantonné à Brighton en Angleterre. Il est à ce titre affecté en Irlande en 1802 et participe à la répression de l'insurrection de Robert Emmet en 1803. Le 2 novembre 1805, il est nommé major général et prend le commandement d'une brigade de cavalerie à Weymouth.

### Dans la péninsule Ibérique

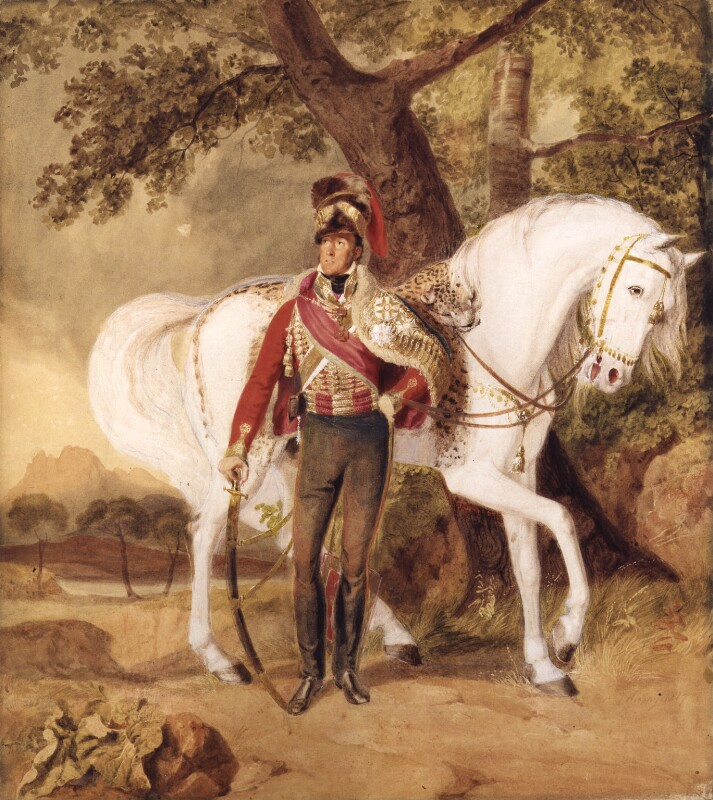
Le général Stapleton Cotton. Aquarelle de Thomas Heaphy, National Portrait Gallery, Londres.

Cotton est élu membre du Parlement pour la circonscription de Newark. Il est déployé au Portugal en avril 1809 où il commande une brigade de cavalerie dans l'armée d'Arthur Wellesley. Cotton se révèle tout au long de la guerre d'indépendance espagnole comme un chef courageux et toujours magnifiquement habillé, ce qui lui vaut d'être surnommé le « lion d'or ». Il prend part à la seconde bataille de Porto en mai 1809 et à la bataille de Talavera en juillet de la même année. Ayant hérité de la baronnie de son père au mois d'août, il rentre en Angleterre pour régler la succession. Il regagne le Portugal en mai 1810 et décroche à titre local les épaulettes de lieutenant-général. Il prend alors le commandement de toute la cavalerie. C'est investi de ces nouvelles responsabilités qu'il participe à la bataille de Buçaco en septembre 1810 et couvre la retraite de l'armée sur les lignes de Torres Vedras à la fin de l'année.
Après avoir encore combattu aux batailles de Sabugal et de Fuentes de Oñoro en avril et mai 1811, il est confirmé dans son grade de lieutenant-général le 1er janvier 1812. Il bat la cavalerie française du général Lallemand à la bataille de Villagarcia le 11 avril. Lors de la bataille des Arapiles au mois de juillet, il est commandant en second de l'armée anglo-portugaise. Au cours de l'engagement, il mène une charge victorieuse contre la division française du général Maucune, faisant dire à Wellington : « par Dieu, Cotton, je n'ai jamais rien vu d'aussi beau de ma vie ; le jour est vôtre ». Dans son rapport ultérieur de la bataille, le commandant en chef britannique écrit que « la cavalerie sous les ordres du lieutenant-général Sir Stapleton Cotton a chargé avec beaucoup de bravoure et de succès un corps d'infanterie ennemie, qu'elle a culbutée et taillée en pièces ». Il est blessé accidentellement par une sentinelle portugaise à la fin de la bataille.
En récompense de sa bravoure, il est fait chevalier de l'ordre du Bain le 21 août 1812. Il commet cependant des erreurs au combat de Villodrigo en octobre et sa cavalerie est mise en déroute. Il est chevalier grand-croix honoraire de l'ordre portugais de la Tour et de l'Épée le 11 mars 1813. Cotton se distingue par la suite à la bataille des Pyrénées en juillet 1813, à la bataille d'Orthez en février 1814 et à la bataille de Toulouse en avril de la même année. Yves Martin le décrit comme un « chef extrêmement efficace » et comme l'« un des subordonnés les plus fiables de Wellington ». L'historien britannique Ian Fletcher écrit à propos de Cotton : 

« C'était un homme sur lequel on pouvait compter dans la plupart des situations, et que l'on pourrait fort justement décrire comme un bon joueur d'équipe, qualités qui, dans l'armée de Wellington, revêtaient la plus haute importance. Le revers à tout cela était qu'il n'avait pas le panache d'un Paget ou d'un Le Marchant ; en conséquence, la cavalerie ne put continuer sur la voie tracée par le premier à Sahagún et Benavente […]. Cotton était le modèle-type du subordonné de Wellington : quelqu'un qui obéissait aux ordres à la lettre et n'en déviait que rarement. »

Pour ses services au cours de la campagne, il est élevé à la pairie en tant que « baron Combermere » dans le comté palatin de Chester le 3 mai 1814 et promu chevalier grand-croix de l'ordre du Bain le 4 janvier 1815.

### Après les guerres napoléoniennes

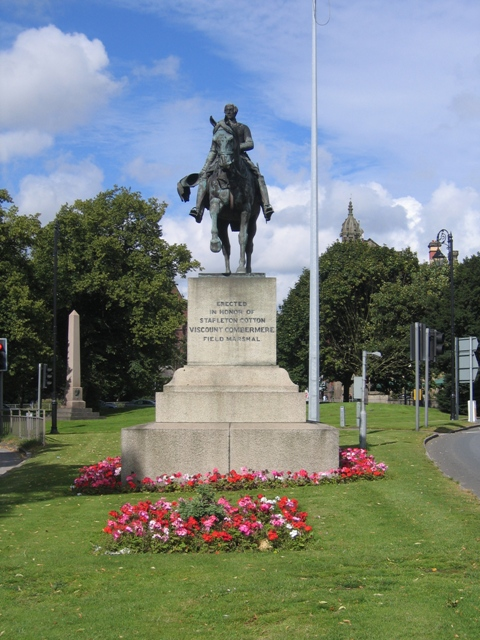
Statue de Lord Combermere à l'extérieur de Chester Castle, dans le comté de Cheshire.

Bien qu'étant le premier choix de Wellington pour diriger la cavalerie anglo-alliée lors de la campagne de Belgique de 1815, il n'est pas présent à la bataille de Waterloo, le commandement de la cavalerie ayant été attribué, sur l'insistance du prince régent, à Lord Uxbridge, général plus ancien en grade que Cotton. Après la blessure d'Uxbridge à Waterloo, Cotton le remplace à la tête de la cavalerie et sert avec l'armée d'occupation en France après la cessation des hostilités. En mars 1817, il est nommé gouverneur de la Barbade et commandant des forces des Antilles. De 1814 à 1820, il fait également réaménager de fond en comble son domaine de Combermere Abbey, notamment par le rajout de décors gothiques sur Abbot's House et la construction de l'aile Wellington, ainsi baptisée pour commémorer la visite de Wellington sur la propriété en 1820,. Il devient gouverneur de Sheerness en janvier 1821, fonction qu'il est le dernier à occuper. Le 2 de ce mois, il est nommé colonel du 3e régiment de dragons légers. L'année suivante, il est fait commandant en chef des forces armées stationnées en Irlande.
Il est promu général le 27 mai 1825 et est désigné la même année pour exercer les fonctions de commandant en chef en Inde. Le 18 janvier 1826, après trois semaines de siège, il prend d'assaut la ville de Bharatpur, capitale de l'État princier du même nom, y compris sa forteresse réputée imprenable, et restaure le raja légitime sur le trône. Ses victoires en Inde favorisent son élévation dans la hiérarchie nobiliaire puisqu'il devient vicomte de Combermere le 8 février 1827. Il quitte le service actif en 1830, peu après sa nomination comme colonel du 1st Regiment of Life Guards en septembre 1829. Bien des années plus tard, en octobre 1852, il succède à Wellington comme connétable de la Tour de Londres et Lord Lieutenant de Tower Hamlets. Le 2 octobre 1855, il est élevé au grade de field marshal. Il se voit enfin décerner la croix de chevalier de l'ordre de l'Étoile d'Inde le 19 août 1861.

### Planteur esclavagiste
En 1815, il hérite de sa tante Catherine Stapleton, deux plantations et leurs esclaves, dans les îles de Saint-Christophe-et-Niévès.
En 1833, le Royaume-Uni abolit l'esclavage. Quatre ans plus tard, avec le Slave Compensation Act, le gouvernement britannique organise l'indemnisation des esclavagistes. Stapleton Cotton reçoit alors la somme de 7 195 livres sterling (équivalent à 726 445 £ de 2023) en compensation du préjudice financier causé par l'affranchissement des 420 esclaves qu'il possède dans ses différentes plantations antillaises.

### Décès
Stapleton Cotton meurt le 21 février 1865 à Clifton et est enterré en l'église Sainte-Marguerite de Wrenbury. Ses titres sont relevés par son unique fils, Wellington Henry Stapleton-Cotton.